# NK Nedelišće
Nogometni klub Nedelišće – chorwacki klub piłkarski z siedzibą w mieście Nedelišće. Został założony w 1946 roku.